# 斯滕豪斯海崖
62°4′S 58°24′W / 62.067°S 58.400°W
斯滕豪斯海崖（Stenhouse Bluff），是南極洲的海崖，位於南設得蘭群島的喬治王島，由讓-巴蒂斯特·夏古率領的法國探險隊繪入地圖，現時由南極條約體系管理。